# Arkholme
Arkholme – wieś w Anglii, w Lancashire. Leży 8,8 km od miasta Carnforth, 14,8 km od miasta Lancaster i 338,7 km od Londynu. W latach 1870–1872 miejscowość liczyła 331 mieszkańców. Arkholme jest wspomniana w Domesday Book (1086) jako Ergune.